# Södermalms Idrottsplats
Il Södermalms Idrottsplats, comunemente abbreviato in Södermalms IP, è uno stadio di calcio situato a Skövde, in Svezia.
È utilizzato dalla principale squadra calcistica cittadina, ovvero lo Skövde AIK, oltre che dal club minore IFK Skövde e dallo Skövde KIK di calcio femminile.

## Storia
La costruzione dell'impianto risale al 1922, tuttavia già nel 1935 ci fu una prima ristrutturazione.
Nel 1970 si registrò il record di spettatori in occasione della partita dello Skövde AIK contro l'IFK Luleå valida per il girone qualificatorio per salire nell'Allsvenskan dell'anno seguente: all'incontro, pareggiato 1-1, assistettero 13 239 persone. La squadra non riuscì tuttavia a salire nella massima serie.
Nel 1979 venne introdotto un impianto di illuminazione.
A partire dall'ottobre 2006, dietro alla tribuna principale sorge anche un campo in erba sintetica con riscaldamento sotto il terreno. La tribuna ha subito un restyling con l'installazione di sedili in plastica. Sono stati costruiti anche spazi per la stampa e altri servizi. Un'ulteriore espansione ebbe luogo nel 2009, con la costruzione di un edificio a due piani che ospita spogliatoi, aree VIP e uffici.
All'inizio del 2023, vista anche la permanenza dello Skövde AIK nel campionato di Superettan, venne presa la decisione di ristrutturare lo stadio per soddisfare i requisiti di quella categoria. Tra le modifiche previste vi fu il rifacimento del terreno di gioco, che divenne anch'esso di erba sintetica. Nel progetto, la pista di atletica verrà rimossa e sostituita da nuove tribune per spettatori in piedi ai lati corti e una nuova tribuna con posti a sedere sul lato lungo nord con una capacità di 1 000-1 100 posti a sedere. Questi interventi dovrebbero portare la capacità totale dello stadio a poco più di 3 000 posti. I lavori inizieranno dopo la stagione 2023 e si prevede che siano completati nel 2025.